# Igor Żukow
Igor Michajłowicz Żukow (ros. И́горь Миха́йлович Жу́ков; ur. 31 sierpnia 1936 w Niżnym Nowogrodzie, zm. 26 stycznia 2018 w Moskwie) – rosyjski pianista, dyrygent i inżynier dźwięku.

## Życiorys
Krótko po urodzeniu wraz z rodziną przeprowadził się do Moskwy. Studiował grę fortepianową w Konserwatorium Moskiewskim u Emila Gilelsa i Heinricha Neuhausa. W 1957 zajął drugie miejsce na Międzynarodowym Konkursie im. Marguerite Long i Jacques’a Thibaud.
Jako pianista specjalizował się w twórczości Aleksandra Skriabina. Pierwszy nagrał jego wszystkie dziesięć sonat na płycie, która została wydana przez rosyjską wytwórnię płytową Miełodija w 1972, w setną rocznicę urodzin kompozytora. W swoim repertuarze wykonawczym miał kompozycje od Bacha do Siergieja Prokofjewa, w tym II koncert fortepianowy Johannesa Brahmsa, I koncert fortepianowy Nikołaja Medtnera oraz wszystkie utwory na fortepian i orkiestrę Piotra Czajkowskiego.
Był nie tylko pianistą koncertowym, ale także akompaniatorem i kameralistą – w 1963 założył trio fortepianowe. Jako dyrygent prowadził Orkiestrę Kameralną Filharmonii Uljanowskiej, Nową Moskiewską Orkiestrę Kameralną oraz kameralistów występujących pod nazwą Soliści Niżnego Nowogrodu. Z dyrygentury zrezygnował w 1994 i skupił się na realizacji nagrań jako inżynier dźwięku. Żartował, że jest „najlepszym pianistą wśród dźwiękowców i najlepszym dźwiękowcem wśród pianistów”.